# 로스앤젤레스 필하모닉

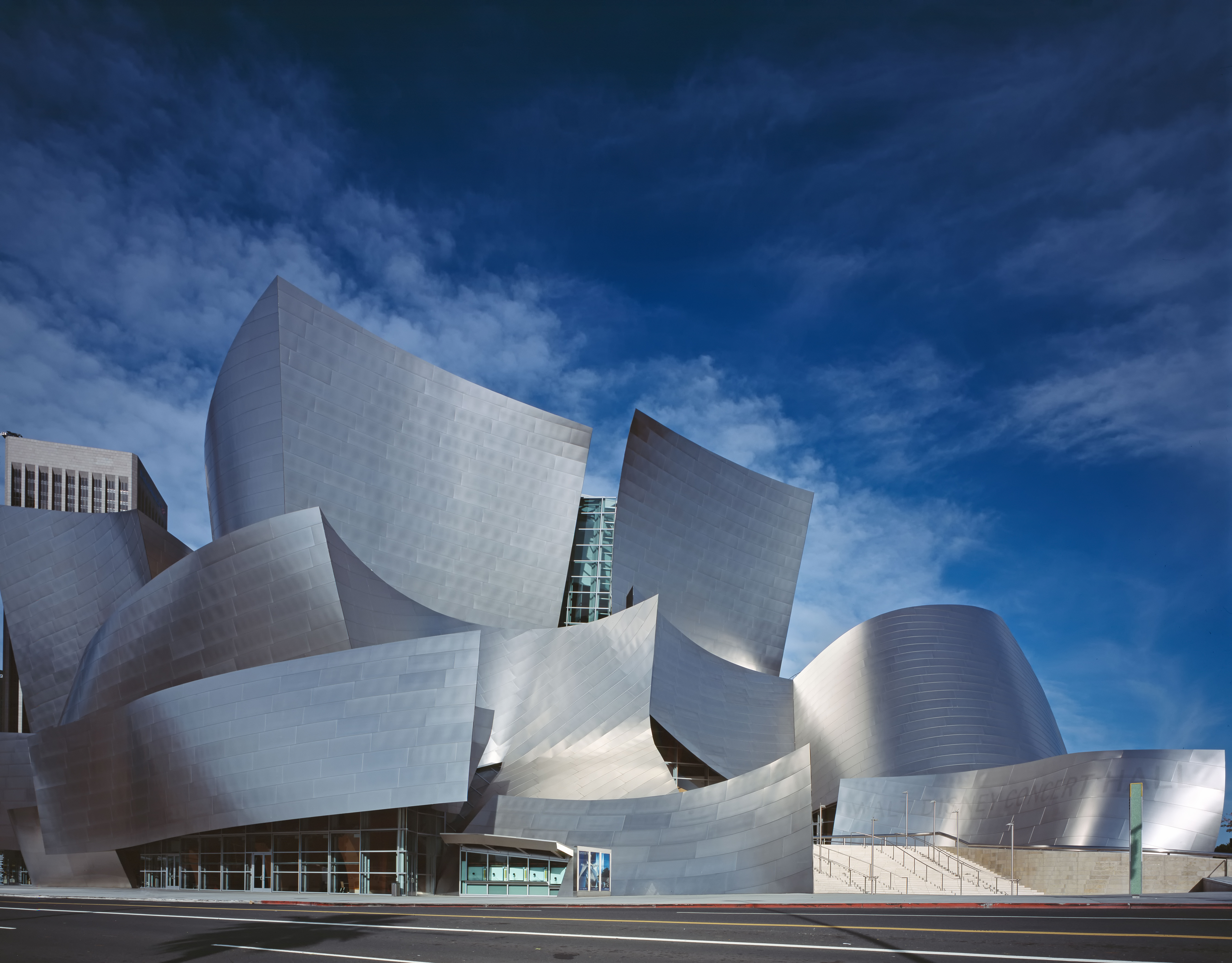

로스앤젤레스 필하모닉(Los Angeles Philharmonic)은 캘리포니아주의 로스앤젤레스를 본거지로 하고 있는 미국의 대표적인 관현악단이다.

## 역사
1919년에 음악애호가이자 아마추어 바이올리니스트였던 윌리엄 앤드류스 클라크 2세의 출자로 창단되었으며, 초대 음악 감독으로 월터 헨리 로스웰이 임명되었다. 로스웰은 1927년까지 재임하면서 단원들의 보충과 합주력 향상 등 악단 육성에 주력했으며, 로스웰 타계 후에는 후임으로 핀란드 출신의 게오르크 슈네보익트가 임명되었다. 그러나 슈네보익트는 1929년까지 단기간의 재임에 그쳤고, 이듬해에 스웨덴으로 옮겨갔다.
슈네보익트의 후임으로는 아르투르 로진스키가 임명되었고, 로진스키는 1933년까지 재임했다. 그러나 재임 기간 동안 가혹한 리허설 방식 등으로 단원들에게 질시를 받았으며, 로진스키의 후임으로는 나치스를 피해 망명해온 오토 클렘페러가 임명되었다. 클렘페러는 유럽에서처럼 독일 음악을 기본으로 다루면서 스트라빈스키나 쇤베르크 등의 작품들을 미국 초연하는 등 현대음악 방면으로 레퍼토리의 폭을 넓혔으나, 1939년에 뇌종양 발병으로 인해 물러나고 말았다.
클렘페러의 후임으로는 알프레드 월렌스타인이 발탁되어 1956년까지 재임했고, 후임으로는 네덜란드 출신의 에두아르드 반 베이눔이 취임했다. 그러나 베이눔은 3년 뒤인 1959년에 암스테르담에서 심장마비로 급서했고, 이후 약 3년간 음악 감독 공백 상태가 계속되었다. 1962년에는 인도 출신의 젊은 지휘자였던 주빈 메타가 음악 감독으로 기용되었고, 메타는 1978년까지 재임하면서 악단의 명성을 급속도로 상승시켰다.
메타가 뉴욕 필하모닉으로 이직한 뒤에는 카를로 마리아 줄리니가 자리를 이어받아 1984년까지 활동했으며, 줄리니 재임기에는 정명훈이 부지휘자로 근무하기도 했다. 줄리니가 사임하고 유럽으로 돌아간 뒤에는 앙드레 프레빈이 음악 감독으로 임명되었으나, 악단 운영진과의 잦은 마찰로 인해 1989년에 사임했다. 이후 다시 3년 동안의 공백기를 거쳐 1992년에 핀란드 출신의 에사페카 살로넨이 음악 감독으로 취임해 현재까지 재직 중이다. 살로넨의 후임으로는 베네수엘라 출신의 구스타보 두다멜이 2008년 가을부터 준비 기간을 거쳐 2009년 가을에 공식 부임했다.

## 상주 공연장과 주요 활동
창단 초기에는 트리니티 오디토리엄을 주요 공연장으로 삼아 활동했고, 1920년에 클런즈 오디토리엄으로 옮겨갔다. 1964년에는 악단의 이사였던 도로시 챈들러가 자신의 이름을 따 건립한 공연장인 도로시 챈들러 퍼빌리언의 상주 악단 자격을 획득했다. 그러나 음향 조건이 관현악 연주회에는 부적절하다는 비판 여론도 있었고, 2003년에 새로 건립된 월트 디즈니 콘서트홀로 옮겨가 활동하고 있다. 이외에는 샌타바버라에서도 정기적으로 공연하고 있다.
녹음은 월렌스타인 재임기에 주로 협주곡 위주로 진행되었으나, 메타 재임기부터 많은 양이 취입되었으며 대부분 메타의 전속사였던 데카에서 발매되었다. 메타는 리하르트 슈트라우스나 레스피기, 스크랴빈, 홀스트 등 대규모 레퍼토리 위주로 녹음 작업을 했지만, 재임 후기에는 《스타 워즈》나 《미지와의 조우》, 《스타 트렉》 등 미국 영화나 드라마의 음악으로 구성한 모음곡도 취입했다. 후임인 줄리니도 자신의 전속사였던 도이체 그라모폰에 녹음을 남겼으며, 살로넨도 전속사들이었던 소니 클래시컬과 도이체 그라모폰에 자작곡과 북유럽 작품들을 포함한 녹음들을 제작했다. 최근에는 도이체 그라모폰의 온라인 음원 판매 서비스인 'DG Concerts'에 정기적으로 음원을 제공하고 있다.

## 헐리우드 보울 오케스트라와의 관계
로스앤젤레스 필은 1940년대 중반부터 여름 시즌에 초대형 야외 공연장인 헐리우드 보울에서 팝스 콘서트 시리즈를 공연하기도 했는데, 이때 명칭은 '헐리우드 보울 교향악단(Hollywood Bowl Symphony Orchestra)'이었다. 이런 형태의 명칭은 1960년대 이후로 없어져 로스앤젤레스 필이 이름을 바꾸지 않은 채 그 역할을 대신하기도 했으나, 1990년에 로스앤젤레스 필 이사회에 의해 '헐리우드 보울 오케스트라(Hollywood Bowl Orchestra)'라는 명칭으로 부활해 활동하고 있다.
그러나 헐리우드 보울 오케스트라는 일반적으로 알려진 것처럼 로스앤젤레스 필 단원들이 중심이 되어 조직되는 팝스 오케스트라가 아니며, 사실상 별개의 조직이다. 단원들은 대부분 헐리우드 영화사들의 영화음악 녹음 위주로 활동하는 프리랜서 연주가들이며, 간혹 로스앤젤레스 필 단원들이 보충되는 경우도 있다. 기존 악단의 단원들 대부분이 팝스 콘서트의 악단으로 활동하는 경우는 보스턴 교향악단의 보스턴 팝스 오케스트라이며, 헐리우드 보울 오케스트라의 경우 운영과 관할 단체가 로스앤젤레스 필 이사회인 것을 빼면 큰 연관 관계는 없다.

## 역대 음악 감독
- 월터 헨리 로스웰 (1919-1927)
- 게오르크 슈네보익트 (1927-1929)
- 아르투르 로진스키 (1929-1933)
- 오토 클렘페러 (1933-1939)
- 알프레드 월렌스타인 (1943-1956)
- 에두아르드 반 베이눔 (1956-1959)
- 주빈 메타 (1962-1978)
- 카를로 마리아 줄리니 (1978-1984)
- 앙드레 프레빈 (1985-1989)
- 에사페카 살로넨 (1992-2009)
- 구스타보 두다멜 (2009-)